# Jagdhaus (Schmallenberg)
Jagdhaus ist ein Ortsteil der Stadt Schmallenberg im nordrhein-westfälischen Hochsauerlandkreis.

## Geographie

### Geographische Lage
Jagdhaus liegt im äußersten Süden des Hochsauerlandkreises in direkter Nachbarschaft zur Grenze des südlich gelegenen Kreises Siegen-Wittgenstein. Es befindet sich im Naturpark Sauerland-Rothaargebirge rund 5,5 km südlich des Schmallenberger Kernorts, direkt südsüdöstlich des Heidkopfs (665,9 m ü. NHN) auf 600 bis 660 m ü. NHN. In der Umgebung befindet sich das Artenschutzprojekt Wisent-Wildnis. Durch das Dorf führt der Rothaarsteig.

### Nachbarorte
Angrenzende Orte von Jagdhaus sind die Schmallenberger Ortsteile Wulwesort (Nordwesten), Fleckenberg (Nordnordwesten) und Latrop (Ostnordosten) sowie die Lennestädter Ortsteile Milchenbach (Westnordwesten) und der Ortsteil Wingeshausen der Stadt Bad Berleburg (Süden).

## Geschichte

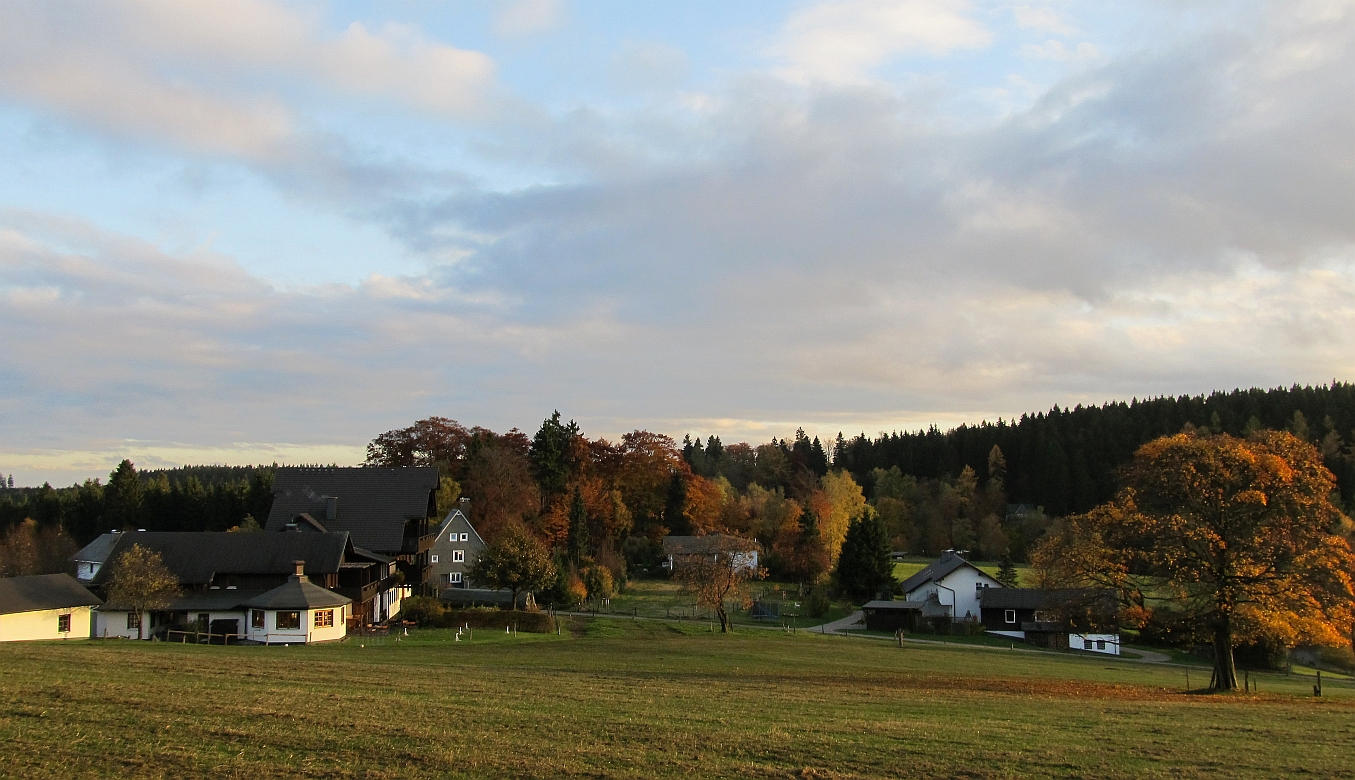
Jagdhaus

Die Wälder um Jagdhaus gehörten im Mittelalter vermutlich den Edelherren von Bilstein. 1484 wurde die Landwehr in dem Gebiet des heutigen Jagdhaus erstmals urkundlich erwähnt. Die Freiherren von Fürstenberg waren seit 1573 mit der Vogtei belehnt. Nach Karten des 17. und 18. Jahrhunderts gehörte das Gebiet um Jagdhaus zum Vogteibezirk des Klosters Grafschaft.
Die Freiherren von Fürstenberg errichteten innerhalb ihres Jagdbezirkes bei Fleckenberg auf dem Schneisberg ein Jagdhaus. Dieses Jagdhaus gab dem Dorf seinen Namen. Den ersten festen Wohnsitz auf dem Schneisberg nahm am 2. Februar 1735 die Familie Pieper.
1832 wurden in der Chronik der Pfarrei Grafschaft zwei Häuser in Jagdhaus genannt. 1878 erhielt der Landwirt Klemens Wiese eine Schankkonzession zum Betrieb einer Gastwirtschaft in Jagdhaus. Im gleichen Jahr kam mit Hauptlehrer Ferdinand Linde aus Gevelsberg auch der erste Sommergast nach Jagdhaus. Das Gasthaus wurde von Generation zu Generation erweitert und ausgebaut. Es ist noch heute in Familienbesitz. Das Haus wurde 1842 errichtet und ist das älteste, noch bestehende Haus von Jagdhaus. Die erste Wasserleitung wurde 1887 gebaut.
Im Jahr 1920 wurde Jagdhaus in die neue Gemeinde Fleckenberg eingegliedert und war bis zu kommunalen Neugliederung in Nordrhein-Westfalen ein Teil dieser Gemeinde. Seit dem 1. Januar 1975 ist Jagdhaus ein Ortsteil der Stadt Schmallenberg.
1987 hatte Jagdhaus 71 Einwohner und 167 Gästebetten. Seit dieser Zeit lebt über die Hälfte der Einwohner vom Tourismus.

## Religion

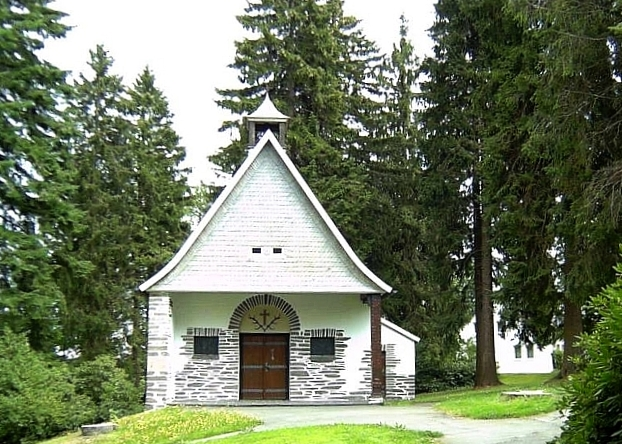
Kapelle St.Hubertus

In Jagdhaus steht die katholische Kapelle St. Hubertus, die 1936 nach einem Entwurf des Gelsenkirchener Architekten Josef Franke errichtet wurde.

## Sport
Im Dorf steht eine überregionale Biathlon-Anlage (Landesleistungsstützpunkt Biathlon NRW und Mitglied des Olympiastützpunktes Winterberg/Willingen/Schmallenberg-Jagdhaus). Die Jagdhauser Biathlon-Anlage wurde 1984 errichtet.
Sie hat folgende Daten:
- Wettkampfstrecken (650 bis 690 m ü. NN)
- Länge der Rollerbahnlänge: 3000 m
- 13 Kleinkaliberstände (50 m) elektromagnetisch und 13 Luftgewehrstände (10 m)

Auf der Biathlon-Anlage wurden unter anderem die Deutsche Jugend- u. Juniorenmeisterschaften Biathlon (DSV), der Deutschlandpokal Biathlon (DSV) und die Bundesskispiele Biathlon (DSV) ausgetragen. Die Schießstände der Anlage wurden im Jahre 2004 polizeilich gesperrt. Seitdem finden dort keine offiziellen Wettkämpfe mehr statt.

## Wirtschaft
Der Ferienort Jagdhaus lebt vom Tourismus. Im Ort gibt es mehrere große Gastronomiebetriebe.